# Gunjanagar
Gunjanagar (nep. गुञ्जनगर) – gaun wikas samiti w środkowej części Nepalu w strefie Narajani w dystrykcie Chitwan. Według nepalskiego spisu powszechnego z 2001 roku liczył on 2477 gospodarstw domowych i 12875 mieszkańców (6655 kobiet i 6220 mężczyzn).